# Trolltjärnen (Fredrika socken, Lappland)
Trolltjärnen är en sjö i Åsele kommun i Lappland och ingår i Lögdeälvens huvudavrinningsområde. Sjön har en area på 0,0484 kvadratkilometer och ligger 353,9 meter över havet.

## Delavrinningsområde
Trolltjärnen ingår i det delavrinningsområde (711445-164025) som SMHI kallar för Utloppet av Trolltjärnen. Medelhöjden är 368 meter över havet och ytan är 0,48 kvadratkilometer. Det finns inga avrinningsområden uppströms utan avrinningsområdet är högsta punkten. Vattendraget som avvattnar avrinningsområdet har biflödesordning 3, vilket innebär att vattnet flödar genom totalt 3 vattendrag innan det når havet efter 102 kilometer. Avrinningsområdet består mestadels av skog (90 procent). Avrinningsområdet har 0,05 kvadratkilometer vattenytor vilket ger det en sjöprocent på 10,4 procent.